# Bangla Congress
Bangla Congress (Bengaliska Kongressen) (BC), regionalt politiskt parti i Västbengalen. BC hade bildats som en utbrytning ur Kongresspartiet under 1960-talet. 1967-1969, 1969-1971 var partiet med i de så kallade United Frontregeringarna tillsammans med vänstern, med BC:s ledare Ajoy Mukherjee som chefsminister. 1971 bröts relationen med vänstern, och utan CPI(M):s stöd föll BC som ett korthus. BC återförenades med Kongresspartiet. Ajoy Mukherjee avled 1986.

## Valresultat frånVästbengalensdelstatsval
- 1967: 80 kandidater, 34 valda, 1 286 028 röster
- 1969: 49 kandidater, 33 valda, 1 094 654 röster
- 1971: 137 kandidater, 5 valda, 695 376 röster

## Valresultat från val tillLok Sabha
- 1967: 7 kandidater, 5 valda, 1 204 356 röster
- 1971: 14 kandidater, 1 vald, 518 781 röster